# Leptinotarsa tlascalana
Leptinotarsa tlascalana  (лат.) — вид жуков-листоедов рода Leptinotarsa из семейства Chrysomelidae. Северная Америка: Мексика и США (Техас).

## Описание
Мелкого размера жуки-листоеды (длина от 6,5 до 7,5 мм, ширина от 4,5 до 5,5 мм), сходные с колорадским жуком. Голова и пронотум от тёмно-коричневого до чёрного. Каждое из тёмно-коричневых надкрылий с 2 желтоватыми непрерывающимися полосками, соединяющимися у вершины. Тело овальное, выпуклое. Пронотум шире головы. Максиллярные щупики состоят из 4 сегментов (вершинный членик нижнечелюстных щупиков короче предшествующего). Усики 11-члениковые.